# 中国民航機韓国着陸事件
中国民航機韓国着陸事件（ちゅうごくみんこうきかんこくちゃくりくじけん）は、1983年に発生したハイジャック事件である。

## 概要
1983年5月5日に事件が発生し、ハイジャック機は大韓民国の春川空港（在韓米軍基地）。犯人グループ6名は、中華民国（台湾）への亡命を希望した。韓国で実刑判決後、恩赦により釈放され、台湾に亡命した。台湾では犯行グループが国内で後述の事件を起こすまで「六義士」とされていた。
当時は一つの中国及び一つのコリアの考えにより、中華人民共和国は朝鮮民主主義人民共和国と、中華民国（台湾）は大韓民国と、互いに国交を結んでいた。この事件を契機として、中韓関係改善が進んだ。

## 経過

### 事件発生
1983年5月5日午前10時45分に離陸した、中華人民共和国遼寧省瀋陽にある瀋陽東塔空港から上海市の上海虹橋国際空港に向かう中国民航所属の旅客機トライデントTr-2E（イギリス製ジェット旅客機、機体記号：B-296）が、離陸直後の11時30分頃、6名の武装グループにハイジャックされた。ハイジャック時に操縦乗員5人のうち通信士と航法士が銃撃され負傷した。後に、武器は「発見困難な容器で持ち込まれた」と、中国当局から公表された。
発生時の韓国政府の発表によれば、機体は遼東半島上空から朝鮮民主主義人民共和国（北朝鮮）上空を侵犯して朝鮮半島の軍事境界線を通過し、同日午後11時57分頃に大韓民国の領空に飛来した。北朝鮮領空では、一度は平壌空港に着陸態勢に入ったものの、犯人グループがこれを拒否したため、再度高度を上げた。
韓国領侵入後、緊急発進し哨戒中の韓国空軍機に対し、中国民航機は翼を振って「帰順」の態度を示した。韓国軍旗の警告射撃を伴う誘導で江原道春川市にある在韓米軍基地に強制着陸した。犯人グループは、在韓中華民国大使館員を空軍基地に呼ぶことを要求し、夕方、春川空港に到着した大使館員と交渉が行われた。また、米韓台の政府関係者により、本事件の処置について協議が行われた。韓国政府は犯人グループを「拉致犯人」と呼称し、取り扱いの態度を保留した。午後8時15分、交渉の結果、乗客は解放され、春川市内のホテルで保護された。新たな亡命者を防ぐため、日本人乗客も含め、解放された乗客は外部との接触を断たれてホテルに軟禁された。
犯人は遼寧省の公務員であった卓長仁と姜洪軍ら男性5人と、その恋人1人の6人であった。彼らは乗員9名（運行乗務員5名と客室乗務員4名）と乗客90名（うち日本人3名）を解放した後、中華民国への亡命を求め投降した。中国からの亡命目的での韓国への飛来は、これまで軍用機の事例が2回あったが、ハイジャックによる旅客機の事例は、本事件が初だった。中国の指導部は、青年層が重大事件を起こしたことに強い衝撃を受け、西側諸国の情報が流入することに危機感を抱いた。
日本政府は中国及び韓国双方と国交を有し、一方、台湾とは断交していた。5月6日、後藤田正晴官房長官は日本政府として重大な関心を持ちつつも、両国を仲介する立場にないことを明言した。

### 事件処理交渉
ハイジャック防止条約では、機体と乗客は速やかに返還し、ハイジャック犯人は当事国のいずれかが刑事裁判で裁くとしていた。しかし中国と韓国はハイジャック防止条約に締結していたが、国交がなかった。そのうえ、双方とも互いを国家として承認していなかった。これは中国は朝鮮半島唯一の合法政府として北朝鮮を、韓国は中国唯一の合法政府として中華民国（台湾）を承認していたためであった。
事件発生の5日時点で、中華民国（台湾）当局の関係者は「亡命を希望する反共の英雄を全員歓迎する用意がある」と述べた
事件直後、中華人民共和国（中国）側は、次の3点を韓国側に申し入れた。
1. 沈図（中国語版）中国民用航空総局局長らのソウル入り
2. 旅客機、乗員及び中国人乗客の中国への送還
3. 犯人全員の中国への引き渡し

5月6日午前11時過ぎ、韓国政府は1及び2について、両国が加盟しているハイジャック防止条約の精神を尊重して処置する（注：両国には国交がないため条約の運用は明らかではなかった）と表明した。同日、両国はテレックスで初の交信を行った。韓国政府は当初の「帰順」ではなく「不時着」の語に改め、政治亡命ではなくハイジャック事件であることを強調する表現を用いるようになった。
7日、中国から沈図民航局長を団長とする交渉団が派遣され、沈図と孔魯明韓国外務次官補により、ホテル新羅で初の直接交渉が行われたが、本交渉は15分で終了した。
韓国側には、国際連合への南北同時加盟を目指し、また1988年のソウルオリンピックを控え、対中関係の改善を図る思惑があったため、米国と連携しつつ慎重に対応を行った。一方の中国側も、国内で暴力的なハイジャック事件が相次いでおり、対策が必要であったため、国交がない中でも連携を深めたい両国の思惑が合致した。
中韓の直接交渉に対し、朱撫松中華民国（台湾）外交部長は金鍾坤在台韓国大使に「強い懸念」を表明した。また同外交部の報道担当者は、犯人グループが政治犯であるとして、台湾での亡命を認めるよう述べた。
5月9日、中韓両国は、乗員・乗客及び機体の返還と、韓国側が犯人に対する裁判権を行使することで合意した。東アジア情勢に大きな影響を与えた本事件について、朝鮮民主主義人民共和国では、9日時点で自国の対応について何らの表明もしておらず、事件自体の報道もなされていない。
翌5月10日、国名の記載が争点になっていた覚書について、歴史上初めて「中華人民共和国」「大韓民国」と正式名称が記載された書面として、互いに署名・交換した。
中華民国（台湾）側も、政府当局や法曹が多数ソウル入りし、乗っ取り犯救済へ活発な働きかけを行うようになった。

### 韓国における実刑判決と、「六義士」の中華民国（台湾）亡命
犯人グループ6名は、6月1日に起訴された。ソウル地方裁判所は同年8月18日、卓長仁に懲役6年（求刑10年）、残る5名には懲役5年又は4年の実刑判決を言い渡し、被告人側は即日控訴した。
1984年（民国73年）8月13日、韓国政府は光復節に伴う恩赦として、「六義士」を釈放した。中華民国（台湾）への亡命した「六義士」は、蒋経国総統とも面会した。さらに、台北市で中国大陸災胞救済総会主催の歓迎式に招かれた。また政府から171万新台湾ドルを受け取って新生活をスタートした。
8月14日、中華人民共和国外交部の報道担当者は、韓国が犯人グループを引き渡したことに対し「南朝鮮当局に抗議する声明」を発表し、厳罰に処さなかったことと、台湾当局の圧力に屈して亡命させたことの二点について「厳正な抗議」を表明した。

## 犯行グループのその後
卓長仁と姜洪軍は、亡命時に支給された金銭に加え、寄付金500万新台湾ドルを元手に不動産経営を行い羽振りも良かったが、やがて2500万新台湾ドルに及ぶ多額の債務を負った。
そのため一攫千金を狙い1991年（民国80年）8月16日に台北市国泰医院の副院長の子息（当時35歳）を誘拐し殺害、5000万新台湾ドルの身代金を要求した。翌1992年（民国81年）3月、卓と姜を含む3人が逮捕された。亡命時から時を経て両岸の交流が進む中、彼らに同情的な世論は無く、「反共義士」の概念も過去のものになりつつあった。
2000年（民国89年）9月22日に卓長仁と姜洪軍は死刑が確定した。その後台湾では異例なまでの執行モラトリアムが繰り返されたが、2001年（民国90年）8月10日22時に死刑（銃殺刑）が執行された。卓長仁は53歳、姜洪軍は41歳であった。
他の者も経営者になったもの、低所得者層にあえいでいるもの、と数奇な運命をたどっている。

## 機体・乗員のその後
ハイジャック機は5月15日に、ソウルの金浦空港へ移動し、修理及び整備が行われた。同機は5月18日、重傷の通信士を乗せて、北京へ帰国した。
5月26日、中国政府は乗員全員を「英雄的機長」又は「英雄的乗員」として、万里国務院副総理（副首相）参列のもと、1800人の中国民航職員の前で表彰した。